# Andrzej Scipio del Campo
Andrzej Scipio del Campo herbu własnego – podkomorzy dorpacki w latach 1659-1660, chorąży wendeński w latach 1657-1683, starosta kremoński (kremoneński) w 1656 roku.
Poseł nieznanego sejmiku na sejm zwyczajny 1659 roku.